# Katarina Agathos

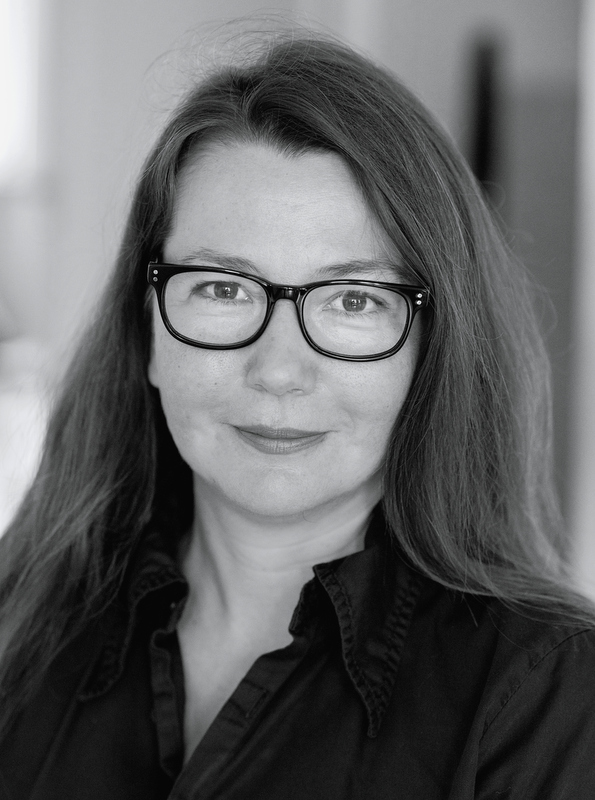
Katarina Agathos (Foto Gila Sonderwald)

Katarina Agathos (* 1971 in München) ist eine deutsche Hörspielproduzentin, Autorin und Herausgeberin sowie leitende Redakteurin im BR, Abteilung Hörspiel/Dokumentation/Medienkunst.

## Leben
Katarina Agathos wuchs in München auf, studierte Neuere Deutsche Literatur und Vergleichende Literaturwissenschaft an der Ludwig-Maximilians-Universität in München und an der Università di Pisa (Italien). Seit 1999 arbeitet sie für die Redaktion Hörspiel und Medienkunst (ab Dezember 2017 Redaktion Hörspiel/Dokumentation/Medienkunst) des Bayerischen Rundfunks als Lektorin, ab 2007 als Dramaturgin, ab 2009 als Chefdramaturgin.
Sie war an der Entwicklung und Durchführung der Medienkunstfestivals „intermedium 1“ (1999 an der Akademie der Künste Berlin), „intermedium 2“ (2002 im ZKM Karlsruhe) sowie „intermedium@utopiastation“ (2004 am Haus der Kunst München) beteiligt. Zusammen mit Herbert Kapfer entwickelte sie für den Bayerischen Rundfunk ab 2008 den Hörspielpool, eine Download-Plattform für BR-Hörspielproduktionen. Für den BR produzierte sie bislang weit über hundert Hörspiele.
„Das Hörspiel ist das geschichtsbewussteste Genre des Radios, es baut ein Repertoire auf und pflegt es. Und es hat eine hohe erzählerische Kompetenz.“ (Agathos) Von 2014 bis 2021 betreute Katarina Agathos die großangelegte, 12-stündige Produktion Saal 101 über den Münchner NSU-Prozess. Agathos ist auch als Herausgeberin und Jurorin tätig. Im Sommersemester 2006 unterrichtete sie als Dozentin an der Universität Regensburg, im Wintersemester 2012/13 und Sommersemester 2013 an der Akademie der Bildenden Künste München. Katarina Agathos ist Mitglied der Deutschen Akademie der Darstellenden Künste.

## Werk
BR-Hörspielproduktionen (als Produzentin/Dramaturgin. Auswahl)
- 2006/2012: Felix Kubin: Orphée Mecanique
- 2008: Wolfgang Müller: Séance Vocibus Avium
- 2009: Kathrin Röggla: die alarmbereiten
- 2010: Michael Lentz: Die ganz genaue Erinnerung
- 2010: Ernst Toller: Eine Jugend in Deutschland
- 2011: Dietmar Dath: Die Abschaffung der Arten
- 2011: Valère Novarina: Dem unbekannten Gott
- 2011: Jan Peters/Marie-Catherine Theiler: Zeitlochbohrversuche
- 2012: Leonora Carrington/Ulrike Haage: Alle Vögel fliegen hoch, alle Schafe fliegen hoch, alle Engel fliegen hoch
- 2012: Rudolf Herz: Der kalte Sommer 1912
- 2012: Ergo Phizmiz: Conversations with Birds
- 2012: Walter Serner: Letzte Lockerung
- 2012: Thomas von Steinaecker: Die Entstehung des Hörspiels "Umbach muss weg"
- 2013: Virginia Woolf: Orlando. Eine Biographie 6 Teile
- 2014: Alfred Jarry: Heldentaten und Lehren des Dr. Faustroll (Pataphysiker). Als Podcast/Download im BR Hörspiel Pool[3].
- 2015: Ödön von Horváth: Der ewige Spießer. Hörspiel in 4 Teilen. Als Podcast/Download im BR Hörspiel Pool[4]
- 2016: Heike Geißler/Anke Dyes: Fragen für alle
- 2017: Michael Fehr: Simeliberg
- 2018: Arsenij Avraamov/Andreas Ammer/FM Einheit: Symphonie der Sirenen
- 2018: Michaela Melián: Music from a Frontier Town

Veröffentlichungen als Herausgeberin (Auswahl)
- 2006: Intermedialität und offene Form (zusammen mit Herbert Kapfer und Barbara Schäfer). belleville Verlag, ISBN 978-3-936298-46-8
- 2007–2017: CD-Reihe intermedium records (zusammen mit Herbert Kapfer)
- 2009: Hörspiel: Autorengespräche und Porträts, belleville Verlag, ISBN 978-3-936298-68-0
- 2011: Deutschland 2089, btb Verlag 2011, ISBN 978-3-641-06070-1

## Auszeichnungen
- 2005: Deutscher Hörbuchpreis für Der Mann ohne Eigenschaften. Remix von Robert Musil (zusammen mit Herbert Kapfer und Klaus Buhlert, Der Hörverlag/Belleville 2004)
- 2013: Wilhelm Freiherr von Pechmann Preis für Die Quellen sprechen (Teil 1–4, zusammen mit Susanne Heim und Michael Farin)
- 2016: Deutscher Hörbuchpreis (zusammen mit Herbert Kapfer und Der Hörverlag) in der Kategorie »Beste verlegerische Leistung« für Die Quellen sprechen. Die Verfolgung und Ermordung der europäischen Juden durch das nationalsozialistische Deutschland 1933–1945.[5]